# کراز
کراز (اوکراینی: Кременчуцький автомобільний завод) شرکت کامیون‌سازی اوکراینی است، که در سال ۱۹۴۶ تأسیس شد.